# Twierdzenie Fubiniego
Twierdzenie Fubiniego – jedno z podstawowych twierdzeń w analizie matematycznej i teorii miary; pozwala zastępować całki wielokrotne całkami pojedynczymi, tj. z funkcji jednej zmiennej.
W pełnej ogólności wprowadzone i udowodnione przez włoskiego matematyka Guido Fubiniego.
Uproszczoną (ale często podawaną) postacią tego twierdzenia jest:
Przypuśćmy, że {\displaystyle f:[a,b]\times [c,d]\longrightarrow {\mathbb {R} }} jest funkcją ciągłą. Wówczas
{\displaystyle \int \limits _{a}^{b}\left(\int \limits _{c}^{d}f(x,y)\,dy\right)\,dx=\int \limits _{c}^{d}\left(\int \limits _{a}^{b}f(x,y)\,dx\right)\,dy=\int \limits _{[a,b]\times [c,d]}f(x,y)\,dxdy.}
Wszystkie znaki całki odnoszą się do odpowiednich całek Riemanna.

## Postać ogólna twierdzenia
Niech {\displaystyle (X,{\mathcal {F}},\mu )} i {\displaystyle (Y,{\mathcal {G}},\nu )} będą przestrzeniami mierzalnymi z miarami σ-skończonymi i niech {\displaystyle \lambda =\mu \otimes \nu } będzie miarą produktową.
- Twierdzenie Fubiniego: Załóżmy, że funkcja {\displaystyle h:X\times Y\longrightarrow {\mathbb {R} }} jest całkowalna względem miary produktowej λ. Wówczas:

(a) prawie każde cięcie funkcji h jest całkowalne (odpowiednio względem μ lub ν),
(b) jeśli dla {\displaystyle x\in X} położymy {\displaystyle f(x)=\int \limits _{Y}h(x,y)d\nu ,} a dla {\displaystyle y\in Y} określimy {\displaystyle g(y)=\int \limits _{X}h(x,y)d\mu ,} to otrzymane funkcje {\displaystyle f:X\longrightarrow {\mathbb {R} }} i {\displaystyle g:Y\longrightarrow {\mathbb {R} }} są całkowalne (odpowiednio względem μ i ν) oraz
{\displaystyle \int \limits _{X\times Y}h\ d\lambda =\int \limits _{X}f\ d\mu =\int \limits _{Y}g\ d\nu .}
Następujące twierdzenie jest również określane mianem twierdzenia Fubiniego. Wynika ono bezpośrednio z powyższego twierdzenia. (W niektórych dowodach twierdzenia ogólnego jest ono używane jako lemat.)
- Przypuśćmy, że {\displaystyle E\subseteq X\times Y} jest zbiorem mierzalnym (tzn. {\displaystyle E\in {\mathcal {F}}\otimes {\mathcal {G}}}). Wówczas następujące warunki są równoważne:

(i) {\displaystyle \lambda (E)=0,}
(ii) {\displaystyle \mu \left(\left\{x\in X:\nu (\{y\in Y:(x,y)\in E\})\neq 0\right\}\right)=0,}
(iii) {\displaystyle \nu \left(\left\{y\in Y:\mu (\{x\in X:(x,y)\in E\})\neq 0\right\}\right)=0.}
Podobnym twierdzeniem jest twierdzenie Tonellego, które dają tę samą tezę przy założeniu, że funkcje są nieujemne (nie potrzeba sprawdzać całkowalności). W praktyce twierdzenie Tonellego jest często używane do sprawdzania założeń twierdzenia Fubiniego.

## Przykłady

### Zastosowanie do obliczenia całki Gaussa
Jednym z najpopularniejszych przykładów zastosowania twierdzenia Fubiniego jest dowód, że
{\displaystyle \int \limits _{-\infty }^{\infty }e^{-x^{2}}dx={\sqrt {\pi }}}
Dla dodatniej liczby rzeczywistej a połóżmy
{\displaystyle I(a)=\int _{-a}^{a}e^{-x^{2}}\mathrm {d} x.}
Gdyby było wiadomo, że całka
{\displaystyle \int _{-\infty }^{\infty }e^{-x^{2}}\,\mathrm {d} x}
jest bezwzględnie zbieżna, to jej wartość byłaby równa granicy
{\displaystyle \lim _{a\to \infty }I(a)}
tj. całce
{\displaystyle \int _{-\infty }^{\infty }e^{-x^{2}}\,\mathrm {d} x.}
Jest tak istotnie, zważywszy na oszacowanie
{\displaystyle \int _{-\infty }^{\infty }|e^{-x^{2}}|\,\mathrm {d} x<\int _{-\infty }^{-1}-xe^{-x^{2}}\,\mathrm {d} x+\int _{-1}^{1}e^{-x^{2}}\,\mathrm {d} x+\int _{1}^{\infty }xe^{-x^{2}}\,\mathrm {d} x<\infty .}
Podnosząc {\displaystyle I(a)} do kwadratu otrzymujemy
{\displaystyle {\begin{aligned}I(a)^{2}&=\left(\int _{-a}^{a}e^{-x^{2}}\,\mathrm {d} x\right)\left(\int _{-a}^{a}e^{-y^{2}}\,\mathrm {d} y\right)\\&=\int _{-a}^{a}\left(\int _{-a}^{a}e^{-y^{2}}\,\mathrm {d} y\right)\,e^{-x^{2}}\,\mathrm {d} x\\&=\int _{-a}^{a}\int _{-a}^{a}e^{-(x^{2}+y^{2})}\,\mathrm {d} y\,\mathrm {d} x.\end{aligned}}}
Z twierdzenia Fubiniego wynika zatem, że powyższa całka równa jest całce
{\displaystyle \iint _{[-a,a]\times [-a,a]}e^{-(x^{2}+y^{2})}\,\mathrm {d} (x,y),}
tj. całce, której obszarem całkowania jest kwadrat o wierzchołkach {(–a, a), (a, a), (a, –a), (–a, –a)}.
Z nieujemności funkcji potęgowej wynika, że całka z funkcji {\displaystyle e^{-(x^{2}+y^{2})}} po dowolnym kole zawartym w kwadracie {\displaystyle [-a,a]\times [-a,a]} nie przekracza całki z tej funkcji po rzeczonym kwadracie. Stosując współrzędne biegunowe:
{\displaystyle {\begin{aligned}x&=r\cos \theta \\y&=r\sin \theta \end{aligned}}}
{\displaystyle \mathbf {J} (r,\theta )={\begin{bmatrix}{\dfrac {\partial x}{\partial r}}&{\dfrac {\partial x}{\partial \theta }}\\[1em]{\dfrac {\partial y}{\partial r}}&{\dfrac {\partial y}{\partial \theta }}\end{bmatrix}}={\begin{bmatrix}\cos \theta &-r\sin \theta \\\sin \theta &r\cos \theta \end{bmatrix}}}
{\displaystyle d(x,y)=|J(r,\theta )|\mathrm {d} (r,\theta )=r\,\mathrm {d} (r,\theta ).}
do całek po kołach otrzymujemy nierówność
{\displaystyle \int _{0}^{2\pi }\int _{0}^{a}re^{-r^{2}}\,\mathrm {d} r\,\mathrm {d} \theta <I^{2}(a)<\int _{0}^{2\pi }\int _{0}^{a{\sqrt {2}}}re^{-r^{2}}\,\mathrm {d} r\,\mathrm {d} \theta .}
Odcałkowując, otrzymujemy oszacowanie:
{\displaystyle \pi (1-e^{-a^{2}})<I^{2}(a)<\pi (1-e^{-2a^{2}}).}
Z twierdzenia o trzech funkcjach wynika zatem, że
{\displaystyle \int _{-\infty }^{\infty }e^{-x^{2}}\,\mathrm {d} x={\sqrt {\pi }}.}

### Funkcja niecałkowalna
Rozważmy całki
{\displaystyle A=\int \limits _{0}^{1}\int \limits _{0}^{1}{\frac {x^{2}-y^{2}}{(x^{2}+y^{2})^{2}}}\,dy\,dx} oraz {\displaystyle B=\int \limits _{0}^{1}\int \limits _{0}^{1}{\frac {x^{2}-y^{2}}{(x^{2}+y^{2})^{2}}}\,dx\,dy.}
Ze względu na antysymetrię całkowanej funkcji, łatwo możemy się przekonać, że {\displaystyle A=-B.} Pokażemy, że {\displaystyle A\neq 0,} a więc także {\displaystyle A\neq B.}
Do obliczenia całki
{\displaystyle \int \limits _{0}^{1}{\frac {x^{2}-y^{2}}{(x^{2}+y^{2})^{2}}}\,dy}
użyjemy podstawienia trygonometrycznego {\displaystyle y=x\operatorname {tg} (\theta ).} Tak więc
{\displaystyle dy=x\sec ^{2}(\theta )\,d\theta } oraz {\displaystyle x^{2}+y^{2}=x^{2}+x^{2}\operatorname {tg} ^{2}(\theta )=x^{2}(1+\operatorname {tg} ^{2}(\theta ))=x^{2}\sec ^{2}(\theta ).}
Granice całkowania {\displaystyle 0\leqslant y\leqslant 1} dają nam {\displaystyle 0\leqslant x\operatorname {tg} (\theta )\leqslant 1,} czyli {\displaystyle 0\leqslant \operatorname {tg} (\theta )\leqslant 1/x,} a stąd {\displaystyle 0\leqslant \theta \leqslant \arctan(1/x).} Zatem
{\displaystyle \int \limits _{0}^{1}{\frac {x^{2}-y^{2}}{(x^{2}+y^{2})^{2}}}\,dy=}
{\displaystyle \int \limits _{0}^{\arctan(1/x)}{\frac {x^{2}(1-\operatorname {tg} ^{2}(\theta ))}{(x^{2}\sec ^{2}(\theta ))^{2}}}x\sec ^{2}(\theta )\,d\theta ={\frac {1}{x}}\int \limits _{0}^{\arctan(1/x)}{\frac {1-\operatorname {tg} ^{2}(\theta )}{\sec ^{2}(\theta )}}\,d\theta }
{\displaystyle ={\frac {1}{x}}\int \limits _{0}^{\arctan(1/x)}\cos ^{2}(\theta )-\sin ^{2}(\theta )\,d\theta ={\frac {1}{x}}\int \limits _{0}^{\arctan(1/x)}\cos(2\theta )\,d\theta ={\frac {1}{x}}\left[{\frac {\sin(2\theta )}{2}}\right]_{\theta :=0}^{\theta =\arctan(1/x)}}
{\displaystyle ={\frac {1}{x}}\left[\sin(\theta )\cos(\theta )\right]_{\theta :=0}^{\theta =\arctan(1/x)}={\frac {1}{x}}\sin(\arctan(1/x))\cos(\arctan(1/x)).}
Przypomnijmy, że mamy następujące tożsamości trygonometryczne:
{\displaystyle \sin(\arctan(1/x))={\frac {1}{\sqrt {1+x^{2}}}}} oraz {\displaystyle \cos(\arctan(1/x))={\frac {x}{\sqrt {1+x^{2}}}}.}
Zatem
{\displaystyle \int \limits _{0}^{1}{\frac {x^{2}-y^{2}}{(x^{2}+y^{2})^{2}}}\,dy={\frac {1}{x}}\sin(\arctan(1/x))\cos(\arctan(1/x))={\frac {1}{1+x^{2}}}.}
Następnie obliczamy całkę zewnętrzną (ze względu na x):
{\displaystyle A=\int \limits _{0}^{1}\int \limits _{0}^{1}{\frac {x^{2}-y^{2}}{(x^{2}+y^{2})^{2}}}\,dy\,dx=\int \limits _{0}^{1}{\frac {1}{1+x^{2}}}\,dx=\left[\arctan(x)\right]_{0}^{1}=\arctan(1)-\arctan(0)={\frac {\pi }{4}}.}
Tak więc
{\displaystyle A=\int \limits _{0}^{1}\int \limits _{0}^{1}{\frac {x^{2}-y^{2}}{(x^{2}+y^{2})^{2}}}\,dy\,dx={\frac {\pi }{4}}} oraz {\displaystyle B=\int \limits _{0}^{1}\int \limits _{0}^{1}{\frac {x^{2}-y^{2}}{(x^{2}+y^{2})^{2}}}\,dx\,dy=-{\frac {\pi }{4}}.}
Zatem twierdzenie Fubiniego nie stosuje się do funkcji
{\displaystyle f:[0,1]\times [0,1]\setminus \{(0,0)\}\longrightarrow {\mathbb {R} }:(x,y)\mapsto {\frac {x^{2}-y^{2}}{(x^{2}+y^{2})^{2}}}.}
Cóż jest tego powodem? Ponieważ jest to bardzo porządna funkcja, jedynym możliwym problemem jest to, że nie jest ona całkowalna (nawet nie w sensie Lebesgue’a). I rzeczywiście,
{\displaystyle \int \limits _{[[0,1]\times [0,1]}\left|{\frac {x^{2}-y^{2}}{(x^{2}+y^{2})^{2}}}\right|\,d(x,y)=\infty .}